# БК Левски
БК „Левски“ е баскетболен отбор от София, основан през 1923 г. участващ в Националната баскетболна лига.
Играе своите мачове в зала „Триадица“ в София с капацитет 530 места.
Клубът е спечелил 62 трофея при мъжете и жените, от национални и европейски надпревари, което го прави абсолютен рекордьор.

## Успехи на отборите

### Мъже
- Шампион (16):
  -  – 1942, 1945, 1946, 1947, 1954, 1956, 1960, 1962, 1978, 1979, 1981, 1982, 1986, 1993, 1994, 2000, 2001, 2014, 2018, 2021

- Купа на България по баскетбол (16):
  -  – 1951, 1967, 1968, 1969, 1971, 1972, 1976, 1979, 1980, 1982, 1983, 1993, 2001, 2009, 2010, 2014, 2019, 2020, 2023

- Суперкупа на България по  баскетбол (3):
  -  – 2018, 2019, 2023

- Балканска лига (3):
  -  – 2010, 2014, 2018
    - Финалист  2012, 2013

- Дубъл (5): 1979, 1982, 1993, 2001, 2014

- Требъл (1): 2014

### Жени
- Шампион (8):
  -  – 1980, 1983, 1984, 1985, 1986, 1987, 1988, 1994
- Купа на България (13):
  -  – 1969, 1972, 1974, 1976, 1977, 1980, 1982, 1983, 1985, 1986, 1987, 1989, 1991

- Европейски клубен шампион (1):
  -  1984

- Еврокупа (2):
  - 1978, 1979
    - Финалист  (1): 1975

## Треньори с отличия (мъже)
Шампиони – 16 пъти
- 1942, 1945, 1946, 1947 години – Левски; треньор Христо Хайтов
- 1978 година – Левски-Спартак; треньор Евелин Косев
- 1979 година – Левски-Спартак; треньор Петър Симанов
- 1981 година – Левски-Спартак; треньор Нико Грозев
- 1982 година – Левски-Спартак; треньор Георги Димитров
- 1986 година – Левски-Спартак; треньор: Атанас Голомеев
- 1993, 1994 години – Левски-Тотел; треньор: Миле Протич
- 2000, 2001, 2014, 2018, 2021 години – Левски; треньор: Константин Папазов

Носители на купа „България“ – 16 пъти
- 1969, 1971, 1972, 1976 години; треньор: Антон Кузов
- 1979 година – Левски Спартак; треньор: Петър Симанов
- 1982, 1983 години – Левски-Спартак; треньор: Георги Димитров
- 1993 година – Левски-Тотел; треньор: Миле Протич
- 2001 година – Левски; треньор: Константин Папазов
- 2009 година – Левски; треньор: Константин Папазов
- 2010 година – Левски; треньор: Константин Папазов
- 2014 година – Левски; треньор: Константин Папазов
- 2019 година – Левски Лукойл; треньор: Константин Папазов
- 2020 година – Левски Лукойл; треньор: Константин Папазов
- 2023 година – Левски; треньор: Димитър Ангелов

Носители на суперкупа България – 3 пъти
- 2018 година – Левски Лукойл; треньор: Константин Папазов
- 2019 година – Левски Лукойл; треньор: Константин Папазов
- 2023 година – Левски; треньор: Димитър Ангелов

## Настоящ състав
| №  |  | Играч                  | Позиция            | Рождена дата | Ръст   |
| -- |  | ---------------------- | ------------------ | ------------ | ------ |
| 0  |  | Борислав Младенов      | Крило              | 15.08.2000   | 200 см |
| 0  |  | Мартин Георгиев        | Крило              | 15.07.2007   | 196 см |
| 2  |  | Момчил Кадиев          | Гард               | 28.08.2005   | 183 см |
| 7  |  | Лъчезар Димитров       | Плеймейкър         | 17.08.1999   | 187 см |
| 9  |  | Андон Вачев            | Център             | 19.08.2003   | 205 см |
| 10 |  | Александър Милов       | Крило              | 15.10.1995   | 198 см |
| 13 |  | Асен Великов           | Плеймейкър         | 11.01.1986   | 187 см |
| 15 |  | Максим Бочев           | Крило/Тежко крило  | 07.09.2005   | 196 см |
| 23 |  | Марио Боянов           | Атакуващ гард      | 24.09.2004   | 198 см |
| 30 |  | Станислав Хинков       | Гард/Крило         | 01.02.2006   | 194 см |
| 32 |  | Александър Александров | Крило              | 04.02.2004   | 192 см |
| 33 |  | Димитър Маринчешки     | Тежко крило/Център | 08.09.1990   | 200 см |
| 34 |  | Даниел Хинков          | Гард/Крило         | 22.11.2007   | 198 см |
| 42 |  | Златин Георгиев        | Крило              | 22.09.1986   | 197 см |